# 근구해파리목
근구해파리목(Rhizostomae 또는 Rhizostomeae)는 해파리강에 속하는 강장동물 목의 하나이다.

## 분류
2007년 기준으로, 근구해파리목에는 92종의 현존하는 종이 기재되어 있다. 약 10개 과로 이루어져 있다.
- Daktyliophorae
  - Catostylidae
  - Lobonematidae
  - Lychnorhizidae
  - 근구해파리과 (Rhizostomatidae)
  - Stomolophidae
- Kolpophorae
  - Cassiopeidae
  - Cepheidae
  - Mastigiidae
  - Thysanostomatidae
  - Versurigidae